# Markaz Maţāy
Markaz Maţāy (arabiska: مركز مطاي) är en region i Egypten.   Den ligger i guvernementet Al-Minya, i den centrala delen av landet, 190 km söder om huvudstaden Kairo.